# المحكم والمحيط الأعظم
المحكم والمحيط الأعظم هو معجم عربي ألفه ابن سيده مرتب حسب المخارج الصوتية.

## الطبعات
- طبعة معهد المخطوطات العربية بالقاهرة في 7 مجلدات، من تحقيق نخبة من المحققين مثل  حسين نصار وعبد الستار أحمد فراج وعائشة عبد الرحمن بين سنتني 1958 و1973م،[1] وأعيد طبعه بطبعة منقحة سنة 2003م.[2]
- طبعته دار الكتب العلمية ببيروت سنة 2000م، من تحقيق عبد الحميد هنداوي.[3]